# Géocarrefour
Géocarrefour (anciennement Études Rhodaniennes puis Revue de Géographie de Lyon) est une revue scientifique française de géographie, fondée en 1926 par André Cholley.
Trimestrielle, la revue est publiée par l'Association des amis de la Revue de Géographie de Lyon et compte dans son comité de rédaction des chercheurs du CNRS et des universitaires de Lyon II, Lyon III, Saint-Étienne (Jean Monnet) et de l'École normale supérieure de Lyon. Elle invite aussi d'autres rédacteurs, autant français qu'étrangers, pour diriger les numéros thématiques précis.
La revue est ouverte à des contributions aussi bien dans le champ d'une géographie qui assume sa diversité, que dans ceux de disciplines voisines telles que l'urbanisme ou les sciences de l'environnement.

## Histoire
En 1926, le géographe français André Cholley crée la revue scientifique Études Rhodaniennes. En fait, le premier numéro de la série, publié en 1925, est une monographie. La série ne devient une revue qu'en 1926.
En 1942, la revue fusionne avec le Bulletin de la Société de Géographie de Lyon et de la région lyonnaise, puis prend le nom de Revue de Géographie de Lyon en 1947.
En 1997, la revue change de nom pour devenir Géocarrefour.
Dans son évolution, la revue est très représentative des revues régionales de géographie, héritières du programme vidalien de description des "régions naturelles". Les apports les plus notables de la revue concerne l'hydrologie et l'analyse des relations entre l'homme et le fleuve, particulièrement à travers l'exemple du Rhône, et la géographie sociale, notamment à travers l’œuvre de Renée Rochefort.
Le progressif changement de nom à partir de 1997 témoigne d'une fidélité envers le programme régional initial de la revue, le "carrefour" étant une allusion au carrefour lyonnais. Mais la revue refuse d'être considérée comme une publication "d'intérêt local", comme l'écrivent Nicole Commerçon et Jacques Bethemont. Le comité de rédaction fait alors le choix d'une géographie moderne, rompant avec la dimension monographique, et à partir de cette date, on note un très nette diversification des thématiques et des méthodes, une cartographie davantage informatisée, un souci d'accueillir des contributions plus théoriques ou du moins plus réflexive et un élargissement significatif des horizons des contributeurs, comme le montrent les statistiques disponibles de la revue.

## Directeurs successifs
- André Cholley
- André Allix
- Maurice Le Lannou
- Jacques Béthemont
- Nicole Commerçon
- Christian Montès, en codirection avec Anne Honegger et Eric Verdeil
- Manuel Appert, en codirection avec Dominique Chevalier et Thomas Zanetti

## Supports de diffusion
En 2006, la nouvelle équipe de direction entreprend un vaste programme de numérisation, avec le soutien de Persée qui permet la numérisation des archives de la revue depuis 1926, et Revues.org, portail sur lequel la revue est aujourd'hui accessible librement, avec une barrière mobile de trois ans. La revue est donc diffusée en édition papier (sur abonnement et via les librairies) et numérique. Le portail Cairn permet une diffusion payante des numéros sous barrière mobile.